# Колонны площади Синьории (Виченца)
Колонны площади Синьории в Виченце (итал. Le Colonne di Piazza dei Signori a Vicenza) — две мраморные колонны: колонна Святого Марка и колонна Спасителя, установленные в городе Виченца на главной площади города. Колонна Святого Марка символизировала принадлежность и преданность Виченцы Светлейшей Республике и была возведена в 1464 году, скульптура льва святого Марка, символа Венеции, была водружена на неё девять лет спустя в 1473 году. Изначально было запланировано возведение двух колонн, вторая должна была быть посвящена святому Винсенту и святым Феликсу и Фортунату — небесным заступникам Виченцы. Но из-за технических сложностей и большой стоимости проекта перевозки цельной колонны из мраморного карьера Кьямпо в Виченцу, уже вырубленная вторая колонна осталась на месте. В ходе инспекции карьера властями Виченцы в 1625 году колонна была обнаружена, но при попытке её вывоза в город она раскололась. По заказу города была вырублена и успешно доставлена вторая цельная колонна. Изготовленные в XV веке фигуры святых к этому времени уже были использованы для украшения фасада церкви Сан-Винченцо, находившейся рядом с местом установки колонн. Поэтому было решено посвятить вторую колонну Иисусу Христу — на вершине была установлена фигура Спасителя.
Колонны выступают логической границей площади Синьории, сразу за ними начинается территория площади делле Бьяде (итал. Piazza delle Biade).

## История
В XV веке власти Виченцы решили благоустроить и украсить территорию главной парадной площади города, для чего предполагалось снести здания отделяющие площадь Синьории от соседней площади делле Бьяде. В 1462 году был снесён Дом меховщиков, к тому времени выполнявший роль рынка зерна и муки, в последующие пару лет был снесен Соляной склад. После сноса обнаружилось, что разница в уровне двух площадей составляла более метра. После того, как разница в высоте между двумя площадями была частично нивелирована, было решено разграничить их территории двумя монументальными колоннами. Первоначальный проект предусматривал шестиугольные основания каждой из колонн, на которых располагался красно-белый мраморный постамент с гербами и растительным орнаментом на гранях. Капители также повторяли шестиугольную форму основания, но должны были быть позолочены, как и статуя льва и святых покровителей города.
Детали обеих колонн — фуст, основание и капитель — были вырезаны в мраморном карьере Кьямпо, принадлежавшем Виченце. В январе 1447 года была организована доставка частей первой из колонн в Виченцу, её перевезли на повозке, запряжённой 30 быками и сопровождаемой 200 рабочими. Зимний месяц был выбран не случайно: промёрзшая земля облегчала движение тяжёлой повозки. Но после прибытия колонна оставалась лежать на земле 17 лет, так как ни один инженер или архитектор не взялся за проект её подъёма. Лишь 27 октября 1464 года колонна всё же была установлена с помощью пяти лебёдок и 80 человек. Но и это не стало завершением проекта, статуя венецианского льва была установлена на вершине колонны только в 1473 году, спустя 26 лет после начала транспортировки. Символ Венеции на вершине колонны дважды смещался и возводился заново. Впервые его сбросили с капители 6 июня 1509 года, во время войны Камбрейской лиги. После поражения венецианцев в битве при Аньяделло от войск императора и захвата ими Виченцы, на вершине колонны вместо льва был установлен двуглавый императорский орёл. Но уже в ноябре того же года Виченца была отбита и орёл был сброшен. Новый лев Святого Марка вернулся на своё место в 1520 году. В апреле 1797 года символ Венеции был вновь сброшен и разбит, на этот раз революционными французскими войсками. В 1863 году, на волне подъёма итальянского национального духа в годы Рисорджименто, было решено вернуть льва на вершину колонны, несмотря на то, что городом всё ещё владели австрийцы. Проект был осуществлён инженером Луиджи Далла Веккья.
Вторая колонна была вырезана в том же карьере Кьямпо и готова к доставке в город почти сразу вслед за изготовлением первой. Но трудности, с которыми столкнулись власти Виченцы при транспортировке колонны святого Марка, а также при поиске исполнителей для её возведения на площади, привели к тому, что проект перевозки второй колонны был отложен, а затем власти и вовсе предпочли «забыть» о её существовании. Она была вновь «найдена» лишь в 1625 году. Подеста Виченцы Джорджио Эмо, инспектируя карьеры в Кьямпо, обнаружил забытый мраморный фуст и решил завершить первоначальный проект установки парной колонны. Во время попытки перемещения колонна разбилась, и Эмо немедленно распорядился вырезать новую. Методы транспортировки за два века не изменились: колонну доставили, используя быков и рабочих. В Виченце работы по установке возглавил архитектор Антонио Пиццокаро. Заказанные городом в XV веке для установки не вершине парной колонны статуи святого Винченцо и святых Феличе и Фортунато, святых заступников Виценцы, к тому времени уже были размещены на фасаде соседней церкви Сан-Винченцо. После совещания было принято решение не заказывать новые скульптуры святых, а установить на колонне статую Искупителя, выполненную скульптором Джованни Баттистой Альбанезе. Судьба колонны Искупителя оказалась более спокойной, на фигуру Христа за всю её историю никто не покушался.

## Галерея
- Две колонны (слева крылатый лев, символ Святого Марка и Светлейшей Венеции, справа Искупитель).
- Лев святого Марка
- Статуя Искупителя